# Mic Drop (bài hát)
"Mic Drop" (cách điệu là "MIC Drop") là một bài hát được thu âm bằng hai ngôn ngữ (tiếng Hàn và tiếng Nhật) của nhóm nhạc nam Hàn Quốc BTS. Ban đầu, phiên bản tiếng Hàn được giới thiệu là ca khúc mặt B nằm trong đĩa mở rộng thứ năm của nhóm Love Yourself: Her (2017), sau đó nhà sản xuất và DJ người Mỹ Steve Aoki đã remix bài hát này. Bản remix được Big Hit Entertainment phát hành như đĩa đơn thứ hai từ EP vào ngày 24 tháng 11 năm 2017 và có sự góp mặt của rapper người Mỹ Desiigner. "Mic Drop" đã được phát trên contemporary hit radio của Mỹ vào ngày 5 tháng 12 năm 2017 dưới dạng đĩa đơn. Phiên bản tiếng Nhật của "Mic Drop" được Def Jam Recordings và Virgin Music ra mắt vào ngày 6 tháng 12 năm 2017 dưới dạng album đĩa đơn ba bài hát mặt A cùng với "DNA" và ca khúc mới "Crystal Snow", cả hai đều bằng tiếng Nhật. Cả hai phiên bản tiếng Hàn và tiếng Nhật của bài hát đều do Supreme Boi, "Hitman" Bang, J-Hope, RM và Pdogg sáng tác, riêng Pdogg đảm nhận vai trò sản xuất. Phiên bản remix cũng do những nhạc sĩ trên sáng tác, nhưng có thêm sự tham gia của Aoki, Desiigner, Tayla Parx, Flowsik và Shae Jacobs. Aoki sản xuất bản remix bên cạnh sự hỗ trợ của Pdogg. Là một nhạc phẩm thuộc thể loại hip hop, với ca từ tôn vinh những thành tựu mà BTS đã đạt được.
Ca khúc được giới phê bình âm nhạc đánh giá cao về beat, âm thanh và phong cách âm nhạc, đồng thời được xem là một điểm nhấn trong album Love Yourself: Her. Về mặt thương mại, phiên bản remix của "Mic Drop" ra mắt ở vị trí thứ 28 trên Billboard Hot 100 của Mỹ, đánh dấu ca khúc đầu tiên của nhóm lọt vào top 40 của bảng xếp hạng này. Bài hát đứng thứ 37 trên Canadian Hot 100 và thứ 46 trên UK Singles Chart, cũng như đạt được thành công vừa phải ở một số vùng lãnh thổ khác. Bản tiếng Nhật ra mắt ở vị trí quán quân trên cả hai bảng xếp hạng Oricon Singles Chart và Billboard Japan Hot 100. Đây là đĩa đơn bán chạy thứ 13 tại Nhật Bản trong năm 2017. "Mic Drop" đạt chứng nhận bạch kim của Hiệp hội Công nghiệp Ghi âm Hoa Kỳ (RIAA) và bạch kim kép của Hiệp hội Công nghiệp Ghi âm Nhật Bản (RIAJ).
Hai video âm nhạc cho "Mic Drop" đã được sản xuất: một cho phiên bản remix tiếng Hàn và một cho phiên bản tiếng Nhật. Woogie Kim là đạo diễn của video âm nhạc bản tiếng Hàn, được phát hành đồng thời với bài hát trên kênh YouTube của Big Hit. Video cho bản tiếng Nhật được đăng tải lên kênh YouTube của Universal Music Japan vào ngày 5 tháng 12 năm 2017. Cả hai video đều cho thấy nhóm thực hiện vũ đạo mạnh mẽ trong nhiều bối cảnh khác nhau. Sau khi trình làng Love Yourself: Her, BTS xuất hiện trên nhiều chương trình âm nhạc của Hàn Quốc như M! Countdown, Music Bank và Inkigayo. Nhóm đã quảng bá phiên bản remix của ca khúc với các màn trình diễn trên The Ellen DeGeneres Show, Jimmy Kimmel Live! và Saturday Night Live, cùng một số chương trình khác. "Mic Drop" còn được đưa vào set diễn trong Love Yourself World Tour (2018–19) của nhóm.

## Bối cảnh và phát hành
Nhóm nhạc nam Hàn Quốc BTS đã liên tiếp ghi danh trên các bảng xếp hạng Billboard với những album The Most Beautiful Moment in Life, Pt. 2 (2015), The Most Beautiful Moment in Life: Young Forever (2016) và Wings (2016). Nhóm đã thu hút sự chú ý rộng rãi tại Hoa Kỳ sau khi giành giải Nghệ sĩ mạng xã hội hàng đầu tại giải thưởng Âm nhạc Billboard 2017, trở thành nhóm nhạc K-pop đầu tiên được đề cử và giành chiến thắng ở giải thưởng Âm nhạc Billboard. Họ phát hành đĩa mở rộng thứ năm của mình, Love Yourself: Her vào ngày 18 tháng 9 năm 2017 và đã gặt hái thành công về mặt thương mại. EP ra mắt và đạt vị trí thứ 7 trên bảng xếp hạng Billboard 200 của Mỹ, trở thành album tiếng Hàn đầu tiên lọt vào top 10 trên bảng xếp hạng này. Ban đầu được phát hành như một ca khúc mặt B trong Love Yourself: Her, bản remix "Mic Drop" do DJ electro house Steve Aoki sản xuất và có sự góp giọng của rapper người Mỹ Desiigner, đã được thông báo sẽ phát hành dưới dạng đĩa đơn vào ngày 7 tháng 11 năm 2017. Trong một cuộc phỏng vấn với tạp chí Billboard, Desiigner chia sẻ rằng anh đã gặp BTS tại giải thưởng Âm nhạc Billboard hồi đầu năm và bắt đầu tham gia vào dự án hợp tác này.
"Mic Drop" đã được Big Hit Entertainment phát hành dưới dạng tải xuống kỹ thuật số và stream tại nhiều quốc gia vào ngày 24 tháng 11 năm 2017, trở thành đĩa đơn thứ hai trích từ Love Yourself: Her. Sau đó, Big Hit và RED Music đã đưa bài hát này vào danh sách phát của contemporary hit radio tại Mỹ vào ngày 5 tháng 12 năm 2017. Phiên bản mở rộng của bản remix này cũng xuất hiện trong album tổng hợp thứ ba của nhóm Love Yourself: Answer (2018). Phiên bản tiếng Nhật của "Mic Drop" đã được Universal Music Japan phát hành dưới dạng kỹ thuật số vào ngày 6 tháng 12 năm 2017, đánh dấu đây là album đĩa đơn tiếng Nhật thứ tám của nhóm, cùng với phiên bản tiếng Nhật của đĩa đơn tiếng Hàn đã phát hành trước đó "DNA" và ca khúc tiếng Nhật mới "Crystal Snow". Cùng ngày, "Mic Drop / DNA / Crystal Snow" cũng được phát hành dưới dạng CD single với 4 ấn bản khác nhau tại Nhật Bản: một bản thường và ba bản giới hạn (A, B và C). Cả bốn ấn bản trên đều bao gồm "Mic Drop", "DNA" và "Crystal Snow" được xem là ba ca khúc mặt A. Cụ thể, bản A đi kèm với một DVD chứa video âm nhạc cho phiên bản tiếng Nhật của "Mic Drop" và một video vũ đạo của bài hát, bản B đi kèm với một DVD chứa cảnh quay hậu trường MV cho "Mic Drop" và quá trình thực hiện ảnh bìa album, trong khi bản C chứa một cuốn sách ảnh dày 36 trang. Phiên bản tiếng Nhật sau đó đã góp mặt trong album phòng thu tiếng Nhật thứ ba của nhóm Face Yourself (2018).

## Nhạc và lời
Về mặt âm nhạc, phiên bản album của "Mic Drop" được mô tả là một ca khúc hip hop groove với tiếng bass dồn dập và sample tiếng súng nổ. Phiên bản remix mang đến thêm sự kết hợp giữa âm thanh synth đặc trưng của EDM và beat trap trên nền giai điệu hip hop nguyên bản. Về mặt ký âm, phiên bản gốc được sáng tác ở khóa F♯ trưởng, trong khi phiên bản remix được sáng tác ở khóa A♯ thứ. Cả hai bản đều có nhịp độ 170 nhịp/phút và thời lượng 3:58. Có hai phiên bản remix đã được phát hành: phiên bản phòng thu được phát hành trên các dịch vụ nghe nhạc trực tuyến có sự góp mặt của Desiigner, còn phiên bản trong video âm nhạc đã thay thế phần intro của nam rapper này bằng lời bài hát tiếng Hàn từ phiên bản album gốc. Cả phiên bản gốc bằng tiếng Hàn và tiếng Nhật đều do Pdogg, Supreme Boi, "Hitman" Bang và các thành viên BTS J-Hope và RM viết lời, riêng Pdogg đảm nhận toàn bộ việc sản xuất. Phiên bản remix cũng được sáng tác bởi những nhạc sĩ trên, với sự chấp bút thêm từ Aoki, Desiigner, Tayla Parx, Flowsik và Shae Jacobs. Bản remix do Aoki sản xuất chính, với sự hỗ trợ sản xuất từ Pdogg, người cũng là một trong những kỹ sư thu âm của ca khúc. Thành viên BTS Jungkook tham gia hát nền, cùng với Supreme Boi, Docskim, Hiss Noise và Pdogg. "Mic Drop" được mix bởi Jaycen Joshua với sự hỗ trợ từ David Nakaj và Ben Milchev tại Larrabee Sound Studios ở North Hollywood, Los Angeles, trong khi quá trình master được thực hiện bởi Randy Merrill tại Sterling Sound ở Thành phố New York.

Nhạc công electro house người Mỹ Steve Aoki (hình) là người sản xuất bản remix của "Mic Drop".

Phần sáng tác bài hát còn lồng vào các phân đoạn nhạc cụ bộ gõ u ám và cadence phong cách Lil Wayne. "Mic Drop" được sản xuất theo phong cách tiết tấu nhanh "hỗn tạp" và lặp lại đoạn nhịp điệu mở đầu bằng trap và đoạn synth sôi động, trái ngược với phong cách nhạc house build and drop quen thuộc của Aoki. Ca khúc được phối khí bằng đàn phím, synthesizer và guitar. "Mic Drop" tiếp tục đẩy lên cao trào bằng tiếng trống và kèm theo đó là lời vịnh xướng lặp đi lặp lại của BTS. Đoạn mở đầu là phần "nói nhanh" của Desiigner, theo sau đó là giọng hát được chỉnh sửa nhiều bằng Auto-Tune và các đoạn rap tiếng Anh "đầy quyết liệt" của nhóm.
Theo lời RM, "Mic Drop" được lấy cảm hứng từ hành động thả mic của cựu Tổng thống Mỹ Barack Obama tại tiệc tối của Hiệp hội Phóng viên Nhà Trắng vào năm 2016. Trong một cuộc phỏng vấn chia sẻ về ca khúc, Desiigner cho biết: "Điều mà ['Mic Drop'] mang lại cho tôi chính là—khi bạn thật sự làm chủ được beat một cách tuyệt vời và cực kỳ ấn tượng. Rồi sau đó, bạn chỉ việc thả mic xuống. Bạn biết rằng bạn đã thể hiện hết mình rồi." Trong lời bài hát, BTS ăn mừng sự nổi tiếng toàn cầu của mình, kể về hành trình nỗ lực không ngừng và vô số thành tựu mà nhóm đã đạt được qua những câu như: "Another trophy, my hands carry 'em / Too many that I can't even count 'em (turn it up now) / Mic drop, mic drop / Be careful of your feet, be careful of what you say."

## Phản hồi chuyên môn
Sau khi phát hành, "Mic Drop" nhận về nhiều đánh giá tích cực từ giới phê bình âm nhạc. Viết cho The Malaysia Star, Chester Chin ca ngợi bài hát là "màn trình diễn nghệ thuật xuất sắc," đồng thời gọi đây là "một bản nhạc sôi động và đầy uy lực cùng với âm bass mạnh mẽ."  Jeff Benjamin từ Fuse khen ngợi sự kết hợp hài hòa giữa nhiều phong cách âm nhạc trong bài hát, viết rằng bản remix của Steve Aoki "không chỉ xuất sắc bởi vì sự pha trộn giữa các thể loại và phong cách khác nhau, mà còn là cách mà tất cả những yếu tố đó cùng nhau nâng tầm ca khúc." Anh nói thêm, "Flow vô cùng tuyệt vời của Desiigner hoàn toàn hòa hợp với phong thái khoe khoang của BTS, tất cả được hỗ trợ bởi phần beat dễ tiếp cận với công chúng của Aoki." Trong bài đánh giá cho Clash, Taylor Glasby mô tả "Mic Drop" là một ca khúc "gay gắt, khiêu khích những kẻ ghét bỏ" và coi đó là "điểm khác biệt về mặt âm nhạc" so với tổng thể của Love Yourself: Her. Rhian Daly của NME đánh giá ca khúc này là "một bản rap đậm chất swag với những khoảnh khắc thả mic đặc trưng của riêng họ." Trong bài đánh giá của mình cho The Korea Herald, Dam-young Hong nhận định "Mic Drop" là "một tác phẩm nghệ thuật, mang đến cho người nghe cái nhìn thoáng qua về những dấu ấn mà BTS đã để lại trên làng nhạc K-pop trong vài tháng qua." Nhà phê bình âm nhạc Sunmi Ahn cũng viết một bài đánh giá trên cùng ấn phẩm này, khen ngợi quá trình sản xuất và nội dung lời bài hát: "Với phần beat đầy sức hút và ca từ thông minh nhưng thẳng thắn, đây là bài nhạc phản ánh hành trình vươn lên đỉnh cao của BTS." Do-heon Kim của IZM ấn tượng với đoạn guitar riff dồn dập trong phần sản xuất, gợi nhớ đến phong cách của nhóm nhạc nam Hàn Quốc Seo Taiji and Boys những năm 90. Mike Nied của Idolator coi đây là "một trong những ca khúc gây ấn tượng sâu sắc nhất trong album đầy ắp những bản hit pop rực rỡ."
Trong bài đánh giá cho Vulture, Kim Youngdae và Park T.K. nhận xét, "Beat rất đặc biệt, khiến cho mọi phần của ca khúc này đều dễ dàng nhận ra ngay tức thì." Trên The New York Times, Jon Caramanica bày tỏ quan điểm tương tự, yêu thích âm thanh của bài hát và gọi đó là "một beat hết sức dẫm đạp." Caitlin Kelley của Billboard đánh giá đây là một trong những bài hát hay nhất của BTS và viết, "sức hấp dẫn của bài hát là thành quả từ sự kết hợp mạnh mẽ: một beat trap đầy ám ảnh, giận dữ hòa quyện cùng lời ca khoe khoang xứng đáng với đẳng cấp của một nghệ sĩ hàng đầu thế giới." Emlyn Travis của PopCrush gọi "Mic Drop" là "bài nhạc hip hop điển hình" của BTS, nhấn mạnh rằng ca khúc đã phát triển âm thanh của nhóm "trong khi vẫn giữ nguyên nét đặc trưng ban đầu của họ." Chris DeVille từ Stereogum nhận xét bài hát có giai điệu "căng thẳng và rạo rực" mà trong đó BTS "vẫn giữ được âm hưởng của một nhóm nhạc nam ngay cả khi họ thiên nhiều về hip-hop." Trong một bài đánh giá cho Spin, Monique Melendez cho rằng bài hát "truyền cảm hứng bởi sự tự tin trong lời bài hát" nhưng "không tạo ra bước đột phá về mặt âm nhạc."

### Giải thưởng
| Ấn phẩm        | Danh sách                                                                     | Vị trí | Chú thích |
| -------------- | ----------------------------------------------------------------------------- | ------ | --------- |
| Billboard      | 10 bản remix nhạc dance/điện tử hay nhất năm 2017: Lựa chọn của giới phê bình | —      | [ 44 ]    |
| Fuse           | 20 bài hát hay nhất năm 2017                                                  | 1      | [ 37 ]    |
| YouTube Rewind | Top 10 video âm nhạc phổ biến nhất ở Hàn Quốc năm 2018                        | 3      | [ 45 ]    |

## Diễn biến thương mại
Bản gốc của "Mic Drop" ra mắt ở vị trí thứ 17 trên Gaon Digital Chart và thứ 14 trên Download Chart vào ngày 23 tháng 9 năm 2017. Ca khúc này đứng thứ sáu trên bảng xếp hạng  Billboard K-pop Hot 100 và thứ bảy trên bảng xếp hạng World Digital Song Sales của Mỹ. Bản remix của "Mic Drop" ra mắt ở vị trí thứ 28 trên bảng xếp hạng Billboard Hot 100 của Mỹ vào ngày 16 tháng 12 năm 2017, đánh dấu bài hát đầu tiên của một nhóm nhạc K-pop lọt vào top 40 của bảng xếp hạng này. Đây cũng là bản hit top 40 đầu tiên của BTS. "Mic Drop" ra mắt ở vị trí quán quân trên bảng xếp hạng World Digital Songs của Mỹ, trở thành bài hát thứ sáu của nhóm đứng đầu bảng xếp hạng này, cũng như đứng thứ tư trên bảng xếp hạng Digital Song Sales của Mỹ. Ca khúc còn xuất hiện trên Canadian Hot 100 ở vị trí thứ 37 và UK Singles Chart ở vị trí thứ 46. Ngoài ra, bài hát đạt vị trí thứ 5 tại Malaysia, thứ 26 tại Scotland, thứ 39 tại Hàn Quốc, thứ 50 tại Úc và thứ 71 tại Đức. Ngày 3 tháng 2 năm 2018, "Mic Drop" được Hiệp hội Công nghiệp Ghi âm Hoa Kỳ (RIAA) chứng nhận vàng với doanh số tương đương 500.000 đơn vị, đưa BTS trở thành nhóm nhạc Hàn Quốc đầu tiên sở hữu ca khúc được chứng nhận ở Mỹ. Sau đó, vào tháng 11 năm 2018, bài hát này được chứng nhận bạch kim từ RIAA với doanh số tương đương 1 triệu đơn vị, đưa BTS trở thành nhóm nhạc Hàn Quốc đầu tiên đạt được thành tích trên. Tháng 4 năm 2019, "Mic Drop" được Hiệp hội Công nghiệp ghi âm Úc (ARIA) chứng nhận vàng với doanh số tương đương 35.000 đơn vị tại Úc.
Sau khi được phát hành dưới dạng album đĩa đơn ở Nhật Bản, "Mic Drop / DNA / Crystal Snow" đã leo lên vị trí dẫn đầu trên Oricon Daily Singles Chart ngay trong ngày đầu tiên ra mắt, bán được 269.861 bản. Đĩa đơn này tiếp tục giữ vị trí số một trên bảng xếp hạng trong 6 ngày liên tiếp, bán được tổng cộng 365.096 bản trong tuần đầu. Nhờ vậy, nhóm đã trở thành nghệ sĩ nước ngoài đầu tiên bán được hơn 300.000 bản chỉ trong một tuần. "Mic Drop / DNA / Crystal Snow" đạt vị trí thứ nhất trên Oricon Weekly Singles Chart trong tuần từ ngày 4–10 tháng 12 năm 2017. Đến cuối năm, đĩa đơn này trở thành đĩa đơn bán chạy thứ 13 trong năm 2017 tại đất nước mặt trời mọc. Riêng "Mic Drop" đã chinh phục ngôi vị số một trên Billboard Japan Hot 100 vào ngày 18 tháng 12 năm 2017. Ngày 15 tháng 1 năm 2018, đĩa đơn này được Hiệp hội Công nghiệp Ghi âm Nhật Bản (RIAJ) chứng nhận bạch kim kép với doanh số 500.000 bản, đưa BTS trở thành nghệ sĩ nước ngoài duy nhất đạt được thành tích này trong số các đĩa đơn phát hành vào năm 2017.

## Video âm nhạc

Rapper Suga của BTS thực hiện động tác thả mic ở cuối MV. Hành động này được lấy cảm hứng từ màn thả mic của cựu Tổng thống Mỹ Barack Obama tại tiệc tối của Hiệp hội Phóng viên Nhà Trắng năm 2016.

Video âm nhạc cho "Mic Drop" do Woogie Kim thuộc GDW làm đạo diễn, được công chiếu trên kênh YouTube chính thức của Big Hit vào 18:00 KST (01:00 PST) ngày 24 tháng 11 năm 2017; trước đó, một đoạn teaser dài 59 giây đã được đăng tải cũng trên nền tảng này vào ngày 16 tháng 11. Hyunwoo Nam được ghi nhận là đạo diễn hình ảnh và Cathy Kim là nhà sản xuất. Video có độ dài gần 4 phút với nhiều cảnh quay VFX. Video mở đầu với cảnh Aoki tiến về phía bàn điều khiển, được bao quanh bởi ánh đèn neon rực rỡ. Tiếp đó, MV chuyển qua cảnh các thành viên ở trong phòng thẩm vấn với nhiều camera chĩa về phía họ. Nhóm ngồi trước một chiếc bàn đặt đầy micro. Trong cảnh kế tiếp, Aoki đeo tai nghe và bắt đầu DJ. J-Hope nhảy qua bàn và cùng với các thành viên còn lại thực hiện vũ đạo mạnh mẽ của bài hát. Video đan xen những cảnh quay cho thấy các thành viên nhảy múa trong nhiều bối cảnh khác nhau. Có cảnh nhóm nhảy trong một căn phòng tối với bóng hình Aoki lờ mờ phía sau, còn có cảnh họ xuất hiện ở trong một hành lang bụi bặm hoặc bên trong một nhà tù. Xuyên suốt video, một số nhân vật mặc áo choàng đen được nhìn thấy đang náo loạn trong khi nhóm tiếp tục thể hiện vũ đạo trong trang phục kiểu quân đội, xung quanh là những chiếc ô tô đang bốc cháy. MV kết thúc với cảnh nhóm biến mất khỏi phòng thẩm vấn khi Suga thực hiện động tác thả mic như đã đề cập trong tựa bài. Cảnh cuối cùng cho thấy Aoki tháo tai nghe, trước khi màn hình chuyển sang màu đen và nhan đề ca khúc bằng màu đỏ được hiện lên phía trước. Bình luận về bối cảnh của video âm nhạc, vị đạo diễn đã chia sẻ trong một cuộc phỏng vấn: "Khi nghe bài hát, điều đầu tiên xuất hiện trong đầu tôi là tôi muốn nhốt BTS vào trong một phòng thẩm vấn. Tiếp đến, tôi muốn cho khán giả thấy cách họ trốn thoát và giải phóng bản thân mình thông qua âm nhạc."
Các nhà phê bình đã gắn kết hình ảnh trong MV này với chủ đề nổi loạn. Tom Breihan của Stereogum đã xếp "Mic Drop" vào top 5 video âm nhạc xuất sắc nhất trong tuần nó phát hành. Jennifer Drysdal của Entertainment Tonight mô tả video là "hoành tráng" và khen ngợi màn trình diễn của nhóm, nói rằng các thành viên "chinh phục màn ảnh bằng những vũ đạo sôi động." Viết cho tạp chí Vice, Phil Witmer đã đánh giá video "khách quan mà nói là đáng kinh ngạc." MV nhanh chóng trở thành một hiện tượng trên YouTube, thu hút hơn 10 triệu lượt xem chỉ trong vòng 14 giờ. "Mic Drop" đã trở thành video K-pop được xem nhiều thứ chín trên YouTube trong năm 2017. Tính đến tháng 1 năm 2023, video đã cán mốc hơn 1,3 tỷ lượt xem.
Video âm nhạc cho phiên bản tiếng Nhật của ca khúc đã được đăng tải lên kênh YouTube của Universal Music Japan vào ngày 5 tháng 12 năm 2017. Bối cảnh của video này gần như không thay đổi so với video bản remix, ngoại trừ hình ảnh của Aoki đã được thay thế bằng một bóng người đội mũ trùm đầu với đôi mắt đỏ rực.

## Biểu diễn trực tiếp và cách sử dụng khác

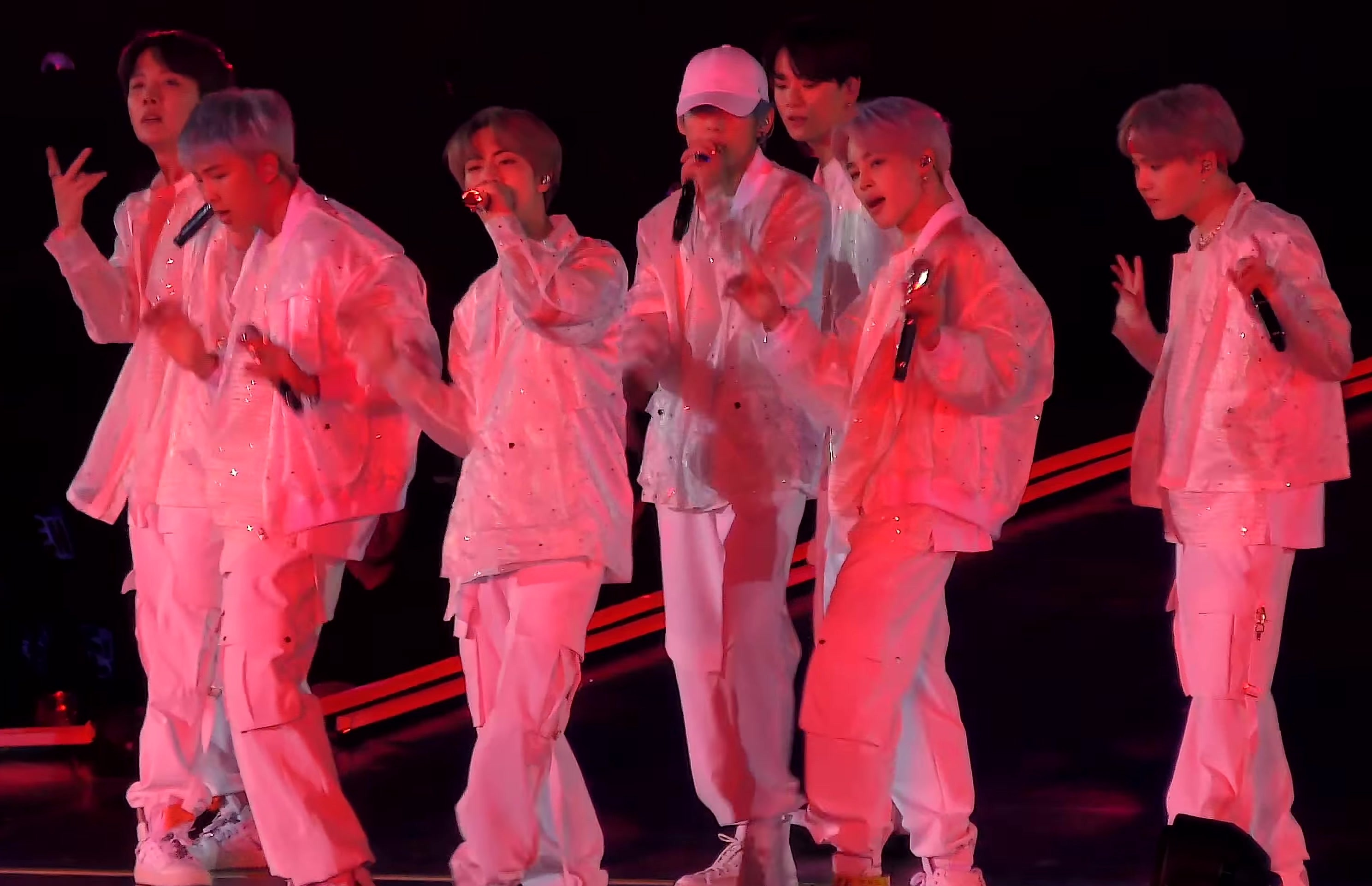
BTS trình diễn "Mic Drop" trong Love Yourself World Tour tại Hồng Kông vào ngày 24 tháng 3 năm 2019

Sau khi phát hành Love Yourself: Her, BTS đã xuất hiện trên nhiều chương trình âm nhạc của Hàn Quốc như M! Countdown của Mnet, Music Bank của KBS, Inkigayo của SBS và Show Champion của MBC Music nhằm quảng bá cho phiên bản gốc của "Mic Drop" và cả album này. Nhóm biểu diễn bài hát này tại lễ hội âm nhạc SBS Gayo Daejeon vào ngày 25 tháng 12 năm 2017. Họ cũng thể hiện ca khúc này tại MBC Gayo Daejejeon vào ngày 31 tháng 12 năm 2018, diện bộ trang phục đỏ đen tương tự như trong MV. Về cuối màn trình diễn, Suga đã thay đổi động tác thả mic quen thuộc thành một cuộn giấy ghi dòng chữ "Chúc mừng năm mới" bằng tiếng Hàn khi được mở ra. Ngày 11 tháng 8 năm 2019, nhóm đã biểu diễn ca khúc trong sự kiện âm nhạc Lotte Duty Free Family Concert được tổ chức một đêm duy nhất tại Nhà thi đấu Thể dục dụng cụ Olympic ở Seoul.
BTS lần đầu biểu diễn trực tiếp phiên bản remix của "Mic Drop" trên The Ellen DeGeneres Show vào ngày 27 tháng 11 năm 2017. Nhóm đã mang đến một buổi diễn "đầy năng lượng," với phần hát và rap luân phiên nhau trên một sân khấu được trang trí "đơn giản" bằng những ánh đèn chớp nháy. Ryan Reed của Rolling Stone đã dành lời khen cho màn trình diễn này, mô tả nó là "được biên đạo một cách tỉ mỉ." Họ biểu diễn lại bản remix trên Jimmy Kimmel Live! vào ngày 30 tháng 11 như một phần của chuỗi hòa nhạc Mercedes-Benz Live!, cũng như tại giải thưởng Âm nhạc Châu Á Mnet 2017 ở Hồng Kông vào ngày 1 tháng 12. Ngoài ra, BTS còn thực hiện một màn trình diễn được ghi hình trước cho chương trình Dick Clark's New Year's Rockin' Eve vào ngày 31 tháng 12 năm 2017. Ngày 13 tháng 4 năm 2019, họ thể hiện "Mic Drop" cùng với đĩa đơn năm 2019 "Boy with Luv" trên Saturday Night Live, trở thành nhóm nhạc K-pop đầu tiên biểu diễn trên chương trình này. Trong màn trình diễn đó, nhóm đã diện trang phục thoải mái và đầy màu sắc đến từ bộ sưu tập thời trang nam đầu tiên của Virgil Abloh cho Louis Vuitton. Nó nhận được sự tán dương rộng rãi từ giới truyền thông, được coi là một trong những tiết mục được chờ đợi nhất trong lịch sử chương trình. Stephen Thompson của NPR nhận định: "Nhiều ban nhạc có vẻ như bị lu mờ một cách lạ lùng trên sân khấu SNL qua TV, nhưng vào tối thứ Bảy, BTS đã chiếm trọn từng inch khung hình bằng những động tác lôi cuốn — vũ đạo chặt chẽ, gam màu tươi sáng, nguồn năng lượng mạnh mẽ." Tyler Watamanuk của GQ đã khen ngợi "giọng hát truyền cảm, vũ đạo đặc biệt và thần thái cuốn hút" cũng như phong cách thời trang "đẳng cấp cao" trên sân khấu của nhóm. Crystal Bell của MTV đã mô tả màn trình diễn như "một buổi lễ đăng quang rực lửa" và "một màn dance break ngoạn mục, đầy năng lượng," đồng thời nói thêm: "Thật vậy, họ có thể tỏ ra tinh nghịch, nhưng họ cũng rất mạnh mẽ và tự tin — và họ có khả năng nhảy." Viết cho Elle, Alyssa Bailey đã nhận xét màn trình diễn đó là "đỉnh cao thật sự." Ngày 7 tháng 12 năm 2019, BTS đã trình diễn bài hát này trong tiết mục mở màn tại  buổi hòa nhạc iHeartRadio Jingle Ball 2019 ở The Forum, Los Angeles. "Mic Drop" cũng được đưa vào set diễn của BTS trong Love Yourself World Tour (2018–19). Khi biểu diễn ca khúc này trong khuôn khổ phần mở rộng sân vận động của tour diễn trên mang tên Love Yourself: Speak Yourself, nhóm đã khoác lên mình bộ trang phục mang phong cách "viễn tưởng-hoài cổ" (retrofuturism) do giám đốc nghệ thuật và nhà thiết kế thời trang của Dior Kim Jones thiết kế, nằm trong bộ sưu tập thời trang nam pre-fall năm 2019 của ông.
Series truyền hình Silicon Valley của HBO đã sử dụng bản remix của "Mic Drop" trong đoạn trailer giới thiệu mùa thứ năm của loạt phim. Vận động viên trượt băng nghệ thuật người Uzbekistan Misha Ge đã chọn ca khúc này làm nhạc nền cho phần trình diễn của mình trong sự kiện gala trượt băng nghệ thuật tại Thế vận hội Mùa đông 2018.

## Danh sách bài hát
| Tải xuống kỹ thuật số / stream – Phiên bản tiếng Hàn | Tải xuống kỹ thuật số / stream – Phiên bản tiếng Hàn | Tải xuống kỹ thuật số / stream – Phiên bản tiếng Hàn |
| STT                                                  | Nhan đề                                              | Thời lượng                                           |
| ---------------------------------------------------- | ---------------------------------------------------- | ---------------------------------------------------- |
| 1.                                                   | "Mic Drop"                                           | 3:57                                                 |

| Tải xuống kỹ thuật số / stream – Phiên bản remix | Tải xuống kỹ thuật số / stream – Phiên bản remix      | Tải xuống kỹ thuật số / stream – Phiên bản remix |
| STT                                              | Nhan đề                                               | Thời lượng                                       |
| ------------------------------------------------ | ----------------------------------------------------- | ------------------------------------------------ |
| 1.                                               | "Mic Drop" (Steve Aoki remix) (hợp tác với Desiigner) | 3:58                                             |

| Tải xuống kỹ thuật số / Ấn bản CD thông thường – Phiên bản tiếng Nhật | Tải xuống kỹ thuật số / Ấn bản CD thông thường – Phiên bản tiếng Nhật | Tải xuống kỹ thuật số / Ấn bản CD thông thường – Phiên bản tiếng Nhật |
| STT                                                                   | Nhan đề                                                               | Thời lượng                                                            |
| --------------------------------------------------------------------- | --------------------------------------------------------------------- | --------------------------------------------------------------------- |
| 1.                                                                    | "Mic Drop"                                                            | 3:58                                                                  |
| 2.                                                                    | "DNA"                                                                 | 3:44                                                                  |
| 3.                                                                    | "Crystal Snow"                                                        | 5:22                                                                  |
| Tổng thời lượng:                                                      | Tổng thời lượng:                                                      | 13:02                                                                 |

| Ấn bản giới hạn A (CD + DVD) – Phiên bản tiếng Nhật | Ấn bản giới hạn A (CD + DVD) – Phiên bản tiếng Nhật | Ấn bản giới hạn A (CD + DVD) – Phiên bản tiếng Nhật |
| STT                                                 | Nhan đề                                             | Thời lượng                                          |
| --------------------------------------------------- | --------------------------------------------------- | --------------------------------------------------- |
| 1.                                                  | "Mic Drop"                                          | 3:58                                                |
| 2.                                                  | "DNA"                                               | 3:44                                                |
| 3.                                                  | "Crystal Snow"                                      | 5:22                                                |
| 4.                                                  | "Mic Drop" (video âm nhạc)                          |                                                     |
| 5.                                                  | "Mic Drop" (video âm nhạc – phiên bản vũ đạo)       |                                                     |

| Ấn bản giới hạn B (CD + DVD) – Phiên bản tiếng Nhật | Ấn bản giới hạn B (CD + DVD) – Phiên bản tiếng Nhật | Ấn bản giới hạn B (CD + DVD) – Phiên bản tiếng Nhật |
| STT                                                 | Nhan đề                                             | Thời lượng                                          |
| --------------------------------------------------- | --------------------------------------------------- | --------------------------------------------------- |
| 1.                                                  | "Mic Drop"                                          | 3:58                                                |
| 2.                                                  | "DNA"                                               | 3:44                                                |
| 3.                                                  | "Crystal Snow"                                      | 5:22                                                |
| 4.                                                  | "Mic Drop" (hậu trường quay video âm nhạc)          |                                                     |
| 5.                                                  | "Mic Drop" (hậu trường chụp ảnh bìa)                |                                                     |

| Ấn bản giới hạn C (CD + Booklet) – Phiên bản tiếng Nhật | Ấn bản giới hạn C (CD + Booklet) – Phiên bản tiếng Nhật | Ấn bản giới hạn C (CD + Booklet) – Phiên bản tiếng Nhật |
| STT                                                     | Nhan đề                                                 | Thời lượng                                              |
| ------------------------------------------------------- | ------------------------------------------------------- | ------------------------------------------------------- |
| 1.                                                      | "Mic Drop"                                              | 3:58                                                    |
| 2.                                                      | "DNA"                                                   | 3:44                                                    |
| 3.                                                      | "Crystal Snow"                                          | 5:22                                                    |

## Đội ngũ thực hiện
| Phiên bản tiếng Hàn và tiếng Nhật Thành phần thực hiện được trích từ phần ghi chú trong CD của Love Yourself: Her. - BTS – giọng ca chính - "Hitman" Bang – sáng tác - Jungkook – điệp khúc - KASS – hòa âm - RM – sáng tác, hòa âm - J-Hope – sáng tác, hòa âm - Supreme Boi – phối khí giọng hát, điệp khúc, hòa âm, sản xuất, kỹ sư thu âm - Pdogg – phối khí phần rap và giọng hát, hòa âm, synthesizer, đàn phím, nhà sản xuất, kỹ sư thu âm - Jaycen Joshua – kỹ sư trộn nhạc | Phiên bản remix Thành phần thực hiện được trích từ Melon. - BTS – giọng ca chính - Desiigner – giọng ca khách mời, sáng tác - Steve Aoki – nhà sản xuất, đàn phím, synthesizer - Pdogg – nhà sản xuất bổ sung, synthesizer, hòa âm, phối khí phần rap, kỹ sư thu âm - Supreme Boi – sáng tác, điệp khúc, hòa âm, phối khí giọng hát, kỹ sư thu âm - "Hitman" Bang" – sáng tác - J-Hope – sáng tác - RM – sáng tác - Tayla Parx – sáng tác - Flowsik – sáng tác - Shae Jacobs – sáng tác - Jungkook – điệp khúc - DOCSKIM – hòa âm - Hiss noise – hòa âm - Jaycen Joshua – kỹ sư trộn nhạc - David Nakaj – trợ lý kỹ sư trộn nhạc - Ben Milchev – trợ lý kỹ sư trộn nhạc - Randy Merrill – kỹ sư master |

## Xếp hạng

### Xếp hạng hàng tuần
| Bảng xếp hạng (2017–18)                   | Vị trí cao nhất |
| ----------------------------------------- | --------------- |
| Úc (ARIA)                                 | 50              |
| Áo (Ö3 Austria Top 40)                    | 46              |
| Canada (Canadian Hot 100)                 | 37              |
| Canada CHR/Top 40 (Billboard)             | 44              |
| Phần Lan Digital Song Sales (Billboard)   | 1               |
| Đức (GfK)                                 | 71              |
| Hungary (Single Top 40)                   | 7               |
| Ireland (IRMA)                            | 98              |
| Malaysia (RIM)                            | 5               |
| Mexico Ingles Airplay (Billboard)         | 49              |
| Hà Lan (Single Tip)                       | 20              |
| New Zealand Heatseekers (RMNZ)            | 1               |
| Scotland (OCC)                            | 26              |
| Hàn Quốc (Gaon)                           | 39              |
| Thụy Điển Heatseeker (Sverigetopplistan)  | 8               |
| Thụy Sĩ (Schweizer Hitparade)             | 76              |
| Anh Quốc (OCC)                            | 46              |
| Anh Quốc Independent Singles              | 6               |
| Hoa Kỳ Billboard Hot 100                  | 28              |
| Hoa Kỳ Dance/Mix Show Airplay (Billboard) | 37              |
| Hoa Kỳ Pop Airplay (Billboard)            | 25              |
| Hoa Kỳ Rhythmic (Billboard)               | 40              |
| Hoa Kỳ World Digital Songs (Billboard)    | 1               |

| Bảng xếp hạng (2017)                          | Vị trí cao nhất |
| --------------------------------------------- | --------------- |
| Nhật Bản (Japan Hot 100) Phiên bản tiếng Nhật | 1               |
| Nhật Bản (Oricon) Phiên bản tiếng Nhật        | 1               |
| Hàn Quốc (Gaon)                               | 17              |
| Hàn Quốc (K-pop Hot 100)                      | 6               |
| Philippines (Philippine Hot 100)              | 13              |
| Hoa Kỳ World Digital Chart (Billboard)        | 7               |

| Bảng xếp hạng (2017)                   | Vị trí |
| -------------------------------------- | ------ |
| Nhật Bản (Oricon) Phiên bản tiếng Nhật | 13     |

| Bảng xếp hạng (2018)                           | Vị trí |
| ---------------------------------------------- | ------ |
| Japan Hot 100 (Billboard) Phiên bản tiếng Nhật | 28     |

## Chứng nhận và doanh số
| Quốc gia | Chứng nhận  | Số đơn vị/doanh số chứng nhận |
| --- | ----------- | ----------------------------- |
| Úc (ARIA) Phiên bản remix | Vàng        | 35.000‡                       |
| Nhật Bản (RIAJ) Phiên bản tiếng Nhật, MIC Drop / DNA / Crystal Snow                                                                                     | 2× Bạch kim | 500.000^                      |
| Hàn Quốc (Gaon) | —           | 337.136                       |
| Hàn Quốc (Gaon) Phiên bản remix | —           | 80.550                        |
| Anh Quốc (BPI) | Bạc         | 200.000‡                      |
| Hoa Kỳ (RIAA) | Bạch kim    | 1.000.000‡                    |
| Stream |             |                               |
| Nhật Bản (RIAJ) | Vàng        | 50.000.000                    |
| ^ Chứng nhận dựa theo doanh số nhập hàng. · ‡ Chứng nhận dựa theo doanh số tiêu thụ và phát trực tuyến. · Chứng nhận dựa theo doanh số phát trực tuyến. |             |                               |

## Lịch sử phát hành
| Quốc gia | Ngày                 | Định dạng                    | Phiên bản  | Hãng đĩa              | Chú thích |
| -------- | -------------------- | ---------------------------- | ---------- | --------------------- | --------- |
| Nhiều    | 18 tháng 9 năm 2017  | Tải xuống kỹ thuật số stream | Tiếng Hàn  | Big Hit Entertainment | [ 114 ]   |
| Nhiều    | 24 tháng 11 năm 2017 | Tải xuống kỹ thuật số stream | Remix      | Big Hit Entertainment | [ 8 ]     |
| Hoa Kỳ   | 5 tháng 12 năm 2017  | Contemporary hit radio       | Remix      | Big Hit RED Music     | [ 10 ]    |
| Nhật Bản | 6 tháng 12 năm 2017  | CD single                    | Tiếng Nhật | Def Jam Virgin        | [ 115 ]   |
| Nhật Bản | 6 tháng 12 năm 2017  | CD+DVD                       | Tiếng Nhật | Def Jam Virgin        | [ 116 ]   |
| Nhật Bản | 6 tháng 12 năm 2017  | CD+Booklet                   | Tiếng Nhật | Def Jam Virgin        | [ 118 ]   |
| Nhiều    | 6 tháng 12 năm 2017  | Tải xuống kỹ thuật số stream | Tiếng Nhật | Def Jam Virgin        | [ 12 ]    |